# Michael Coleman
Michael Coleman (ur. 12 maja 1946) – autor książek dla dzieci i młodzieży. Zasłynął jako autor serii Foul Football wydawanej w Polsce w ramach serii Monstrrrualna erudycja. Napisał także: Katastrofalne komputery oraz Złota dziesiątka - opowieści biblijne i inne.